# Haus des Lehrers
La Haus des Lehrers (letteralmente "casa dell'insegnante") è un edificio a torre di Berlino, posto sulla centralissima Alexanderplatz all'angolo con Karl-Marx-Allee, e adibito ad usi culturali. Alla torre è affiancato un corpo basso che contiene una sala per congressi (Kongreßhalle).
Il complesso costituì il primo esempio di edificio rappresentativo costruito in stile funzionalista internazionale nella Repubblica Democratica Tedesca, in sostituzione del classicismo socialista usato in precedenza.
È posto sotto tutela monumentale (Denkmalschutz).

## Storia
La costruzione della Haus des Lehrers venne decisa nell'ambito del piano per il secondo lotto della Karl-Marx-Allee, avviato alla fine degli anni cinquanta, in cui per la prima volta veniva abbandonato il classicismo socialista seguito fino ad allora, a favore del funzionalismo internazionale, realizzato con tecniche di prefabbricazione edilizia.
La Haus des Lehrers venne costruita al limite occidentale dell'area, prospettando sull'Alexanderplatz, all'epoca non ancora ricostruita dopo le distruzioni belliche della seconda guerra mondiale.
L'edificio fu progettato da Hermann Henselmann, Bernhard Geyer e Jörg Steitparth e costruito dal 1961 al 1964.

## Caratteristiche
L'edificio, la cui struttura portante è in acciaio, si compone di due corpi di fabbrica principali, in forte contrasto fra loro e collegati da un corpo minore.
Sul lato nord sorge la torre, che conta 11 piani più il terreno, adibiti ad uffici e spazi per la formazione culturale degli insegnanti; all'ultimo piano era posto un bar panoramico. Le facciate, per la prima volta nella Repubblica Democratica Tedesca, furono rivestite in curtain wall, ad esclusione del terzo piano, adibito a magazzino librario, completamente rivestito da un grande murale dipinto da Walter Womacka in omaggio a Diego Rivera.
Il corpo basso conta due piani, di cui quello terreno è diviso in aule per conferenze, e quello superiore è occupato da una sala per congressi di 1.000 posti, di forma circolare, e ricoperta da un tetto a cupola schiacciata.